# Drahinolol
Drahinolol je beta blokator sa selektivnošću za β1 receptor.